# Толстиков, Глеб Борисович
Глеб Бори́сович То́лстиков (1930—2008) — советский боксёр и деятель спецслужб, офицер ГСН «Альфа» и ГСН «Гром» КГБ СССР, чемпион СССР по боксу (1954), участник штурма дворца Амина.

## Биография
Родился 29 апреля 1930 года.
Занимался боксом, выступал за Московский ЦДСА.
В 1951 году стал серебряным призёром Чемпионата СССР по боксу во втором полусреднем весе проходившем в Донецке.
В 1954 году стал чемпионом СССР по боксу во втором среднем весе проходившем в Москве, победив в финале Г. И. Шаткова. Имел звания мастер спорта СССР и судья всесоюзной категории.
После окончания спортивной карьеры был председателем Московского городского совета «Динамо».
С 1975 года служил в группе специального назначения «Альфа» КГБ СССР. Участвовал во многих контртеррористических операциях группы. По воспоминаниям офицера ГСН «Альфа» и командира ГСН «Гром» М. М. Романова, Толстиков сам попросился на службу в ГСН «Альфа» будучи состоявшимся человеком — председателем МГС «Динамо» (полковничья должность, персональная машина, паёк):

А я к нему пришёл просить для «Альфовцев» спортивных костюмов, и я говорю: «Я к тебе пришёл не как к председателю Городского совета, а как к другу. Выдели нам синие костюмы с полосками. Мы, говорю, с драными локтями завоевываем первые места. Конечно, это не принципиально, но мне просто за мальчишек своих обидно. Давай их оденем». Он говорит: «Я, Миш, тебе выделю три комплекта. Но возьми меня в „Альфу“». Я говорю: «Глеб, — а он старше меня примерно на 10 лет, — я знаю, что ты, ну, заслуженный мастер спорта, ты петрушил столько в боксе. Ну, тебе из теплого кабинета лезть на канаты, лезть в болото. Мы же проходим там суровую подготовку». Он говорит: «Миша, это мне всё надо, другого я не хочу». Я говорю: «Если согласен идти на майорскую должность, — иди! — И я пошел докладывать руководству»
С 23 декабря 1979 года участвовал в боевых действиях в Афганистане в качестве офицера группы специального назначения «Гром», участвовал в штурме дворца Амина (спецоперация «Шторм 333»). При штурме находился вместе с бойцами мусульманского батальона (154-й ООСПН ГРУ), руководил поддержкой основных сил. За храбрость в этой кампании был награждён Орденом Красной Звезды. В дальнейшем продолжил службу в ГСН «А» и в подразделениях КГБ СССР.
Умер 18 марта 2008 года в городе Долгопрудный, похоронен на Долгопрудненском кладбище.

## Награды

### Ордена
- Орден Красной Звезды (1980)

### Знаки отличия
- Почётный сотрудник госбезопасности

## Спортивные результаты
- Чемпионат СССР по боксу 1954 года —
- Чемпионат СССР по боксу 1951 года —

### Спортивные звания
- Мастер спорта СССР
- Судья всесоюзной категории

## Труды
- Короли без королевства / Авт.-сост.: Кукушкин В. В., Толстиков Г. Б. — М.: Физкультура и спорт, 1979 г. — 56 с. — ISBN 5-224-03157-5.